# Ligne du Palais à Eygurande - Merlines
La ligne du Palais à Eygurande - Merlines est une ligne de chemin de fer française non électrifiée à écartement standard et à voie unique, qui relie la gare du Palais, sur la ligne des Aubrais - Orléans à Montauban-Ville-Bourbon, à celle d'Eygurande - Merlines, sur la ligne de Bourges à Miécaze.
Elle constitue la ligne 713 000 du réseau ferré national.

## Historique
La section entre Meymac et Eygurande - Merlines, partie d'une ligne de Clermont-Ferrand à Tulle, est déclarée d'utilité publique par décret impérial le 19 juin 1868. Un décret impérial du 30 avril 1870 prescrit son adjudication. Elle a été concédée à Messieurs Narjot de Toucy, le comte de Constantin, le comte de Besenval, le baron Sichel de Meer-Dervoort et Foriel de Bisschop par une loi promulguée le 3 août 1872. Cette section est rachetée par l'État selon les termes d'une convention signée le 16 avril 1877 entre le ministre des Travaux Publics et la Compagnie du chemin de fer de Clermont à Tulle. Cette convention est approuvée par une loi le 18 mai 1878. Les concessionnaires constituent la Compagnie de Clermont à Tulle. À la suite de difficultés financières, cette compagnie ne put achever les travaux et c'est l'Administration des chemins de fer de l'État qui acheva la ligne à partir de 1877 pour l'ouvrir à l'exploitation le 6 juin 1881.
La section entre Le Palais et Meymac est déclarée d'utilité publique le 31 décembre 1875. Une loi du 14 juin 1878 autorise le ministère des Travaux publics à entamer les travaux de construction de la section du Palais à Eymoutiers. Puis, le 31 juillet 1879, une nouvelle loi autorise le ministère des Travaux publics à entamer les travaux de construction de la section entre Eymoutiers et Meymac.
La totalité de la ligne est cédée par l'État à la Compagnie du chemin de fer de Paris à Orléans par une convention signée entre le ministre des Travaux publics et la compagnie le 28 juin 1883. Cette convention est approuvée par une loi le 20 novembre suivant.

### Dates de mise en service
- Du Palais sur Vienne à Eymoutiers : le 31 décembre 1880
- D'Eymoutiers à Meymac : le 8 octobre 1883
- De Meymac à Ussel : le 19 septembre 1880
- D'Ussel à Eygurande-Merlines : le 6 juin 1881

### Rénovation
En 2011, du 23 mai au 23 décembre, la section Saint-Léonard-de-Noblat/Meymac a été complètement fermée à la circulation pour rénovation lourde, avec dépose de la voie, remplacement du ballast, des traverses et des rails et la modernisation de la signalisation, contrôles de l'infrastructure, plate-forme de la voie, maçonneries des viaducs et tunnels, etc. par le groupement d'entreprises Pichenot-Bouillé TP et Ferroviaires.
Ces travaux indispensables — la voie avait plus de 50 ans — ont été financés par la région Limousin. Pendant cette période, la desserte a été assurée par autocars avec points d'arrêts devant les gares.

## Exploitation et trafic
La SNCF exploite la ligne avec des TER Limousin et TER Auvergne, assurés par des autorails X 72500, X 73500 et AGC diesels. Le tronçon entre Meymac et Ussel est également parcouru par des trains Intercités (ex-Ventadour), reliant Bordeaux à Ussel (jusqu'en 2014, Bordeaux à Clermont-Ferrand via Eygurande). Le Train Vienne-Vézère-Vapeur y circule épisodiquement en période estivale.
La fermeture du tronçon entre Eygurande - Merlines et Laqueuille de la ligne d'Eygurande - Merlines à Clermont-Ferrand a eu lieu le 6 juillet 2014 et a entraîné également l'arrêt de l’exploitation de la section de ligne entre Ussel et Eygurande – Merlines, le parcours s'effectuant en intégralité par autocar TER ou Intercités entre Clermont-Ferrand et Ussel. L'Intercités sera alors limité au parcours Ussel - Bordeaux.

## Description de la ligne

### Caractéristiques
Le profil est très médiocre avec des déclivités maximales de 25 mm/m et le tracé n'est pas meilleur : le rayon des courbes descend à 250 m. Les vitesses maximales sont limitées à 90 km/h.
La ligne est entièrement à voie unique, une voie d'évitement existe dans certaines gares pour permettre le croisement des rames, toutefois le tronçon de Meymac à Ussel a été conçu pour 2 voies.

### Infrastructure
Le tunnel de La Saulière (86 m), en très mauvais état, situé entre les gares de Barsanges et Ambrugeat a été supprimé en 1964 par le creusement d'une tranchée ouverte.
Le tunnel de Couegnas (157 m), taillé dans le granit, ne comporte pas de revêtement sur ses parois.
Deux viaducs sont remarquables : celui de Saint-Léonard-de-Noblat en maçonnerie de 406 m de long en courbe, de 22 arches de 15 m d'ouverture et celui des Farges de 206 m de long avec 11 arches. Ce dernier ainsi que celui de Bussy-Varache ont été le théâtre, durant l'occupation allemande de plusieurs actions de destruction par la résistance limousine.

## Matériel roulant ayant circulé sur la ligne
De 1982 à 2007, la ligne est fréquentée par des autorails de type X 2800 avec ou sans remorques du dépôt de Limoges, pour les trains de voyageurs. Depuis ce sont des autorails ou automoteurs de type X 72500, X 73500 ou AGC.